# Oudan
Oudan ist eine französische Gemeinde mit 138 Einwohnern (Stand 1. Januar 2022) im Département Nièvre in der Region Bourgogne-Franche-Comté (vor 2016 Bourgogne). Sie gehört zum Arrondissement Clamecy und zum Kanton Clamecy (bis 2015 Varzy).

## Geographie
Oudan liegt etwa 41 Kilometer nordnordöstlich von Nevers. Nachbargemeinden von Oudan sind La Chapelle-Saint-André im Norden, Varzy im Osten und Nordosten, Champlemy im Süden, Saint-Malo-en-Donziois im Südwesten, Colméry im Westen sowie Menou im Westen und Nordwesten.
Durch die Gemeinde führt die Route nationale 151. Im Ort entspringt der Fluss Sauzay.

## Bevölkerungsentwicklung
| Jahr                       | 1962 | 1968 | 1975 | 1982 | 1990 | 1999 | 2006 | 2011 | 2016 |
| Einwohner                  | 188  | 164  | 141  | 113  | 107  | 114  | 136  | 134  | 145  |
| Quellen: Cassini und INSEE |      |      |      |      |      |      |      |      |      |

## Sehenswürdigkeiten
- Kirche Saint-Loup